# 숀 헤어
숀 로버트 헤어(Shawn Robert Hare, 1967년 3월 26일 ~ )는 전 KBO 리그 해태 타이거즈의 외국인 선수이다.
1988년 아마추어 자유계약선수로 미국 프로 야구 디트로이트 타이거스와 입단계약을 맺고 활동하기 시작했다. 뉴욕 메츠와 텍사스 레인저스를 거쳐 1998년 외국인 선수로 해태 타이거즈에 입단했다. 숀 헤어는 타율 0.209의 초라한 성적으로 29경기 만에 퇴출을 당했다.
해태 방출 후 잠깐동안 텍사스 레인저스 더블A에서 타격코치로 1년간 있었다. 2000년, 금융서비스업으로 직장을 바꿔 미국의 금융회사인 모건 스탠리 스미스 바니의 부회장을 하였다. 그마저 관두게 되고 2010년 기준으로 자신의 고향으로 내려가 가족과 살고 있으며 아버지의 농사일을 돕고 있다.

## 일화
광주무등경기장 야구장을 둘러보며 "여기에서는 외야 펜스가 아니라 장외로 넘겨야 홈런이냐"라는 발언으로 강한 자신감을 표현한 것과, "3할을 원하느냐 30홈런을 원하느냐"라는 말도 남긴 것으로 알려졌다. 해태 팬들은 "숀 헤어는 손해여."라는 말을 남기기도 했다.
하지만 당시 숀 헤어의 통역을 맡았던 이억중 통역(현재 KIA 타이거즈 지원팀장)의 설명은 다르다. "처음에 광주 구장에 왔는데, 당시에는 광주구장에 펜스가 이중으로 쳐져있었어요. 요즘 잠실구장의 X존처럼.. 원래 펜스가 있고 그앞에 또 한개의 펜스가 설치돼 있으니까, 좀 이상하게 보일 수 있었죠. 숀 헤어선수가 그걸 보면서 확인을 한거예요. 앞의 것을 넘겨야 홈런이냐 아니면 뒤의 것을 넘겨야 홈런이냐고"
그리고 숀 헤어가 김응용 감독을 처음 만난 자리에서 했던 것으로 알려져 있는 '30홈런과 3할타율 중 무엇을 원하는가?'라는 발언에 대해서는, 통역은 들어본 바가 없다고 말한다. 실제로 그런 말이 나온적이 있다면 구단 통역관이 모르기는 어려울 것이다. 물론 실제로 그렇게 물었을 수도 있다. 하지만 그것이 '둘중 원하는 대로 해주마'라는 전제위에서 내뱉은 말이라면 좀 꼴사납겠지만, '저기 제가 사실 30홈런은 좀 힘든데, 3할 정도를 치는 것만으로도 기대에 충분히 부응할 수 있을까요?'라는 의미였다면 이상할것도 없는 이야기가 될것이다.

## 통산 기록
| 연 도          | 소 속          | 나 이          | 출 장 | 타 석 | 타 수 | 득 점 | 안 타 | 2 루 타 | 3 루 타 | 홈 런 | 타 점 | 도 루 | 도 실 | 볼 넷 | 삼 진 | 타 율 | 출 루 율 | 장 타 율 | O P S | 루 타 | 병 살 타 | 몸 맞 | 희 타 | 희 플 | 고 4 |
| -------------- | -------------- | -------------- | ----- | ----- | ----- | ----- | ----- | ------- | ------- | ----- | ----- | ----- | ----- | ----- | ----- | ----- | -------- | -------- | ----- | ----- | -------- | ----- | ----- | ----- | ---- |
| 1991           | DET            | 24             | 9     | 21    | 19    | 0     | 1     | 1       | 0       | 0     | 0     | 0     | 0     | 2     | 1     | .053  | .143     | .105     | .248  | 2     | 3        | 0     | 0     | 0     | 0    |
| 1992           | DET            | 25             | 15    | 29    | 26    | 0     | 3     | 1       | 0       | 0     | 5     | 0     | 0     | 2     | 4     | .115  | .172     | .154     | .326  | 4     | 0        | 0     | 0     | 1     | 0    |
| 1994           | NYM            | 27             | 22    | 44    | 40    | 7     | 9     | 1       | 1       | 0     | 2     | 0     | 0     | 4     | 11    | .225  | .295     | .300     | .595  | 12    | 4        | 0     | 0     | 0     | 0    |
| 1995           | TEX            | 28             | 18    | 28    | 24    | 2     | 6     | 1       | 0       | 0     | 2     | 0     | 0     | 4     | 6     | .250  | .357     | .292     | .649  | 7     | 1        | 0     | 0     | 0     | 0    |
| 1998           | 해태           | 31             | 29    | 72    | 68    | 3     | 14    | 3       | 0       | 0     | 3     | 0     | 0     | 4     | 25    | .206  | .250     | .250     | .500  | 17    | 3        | 0     | 0     | 0     | 0    |
| MLB 통산 : 4년 | MLB 통산 : 4년 | MLB 통산 : 4년 | 64    | 122   | 109   | 9     | 19    | 4       | 1       | 0     | 9     | 0     | 0     | 12    | 22    | .174  | .254     | .229     | .483  | 25    | 8        | 0     | 0     | 1     | 0    |
| KBO 통산 : 1년 | KBO 통산 : 1년 | KBO 통산 : 1년 | 29    | 72    | 68    | 3     | 14    | 3       | 0       | 0     | 3     | 0     | 0     | 4     | 25    | .206  | .250     | .250     | .500  | 17    | 3        | 0     | 0     | 0     | 0    |